# Tenisový klub Slavia Plzeň
Tenisový klub Slavia Plzeň je český tenisový klub v Plzni založený v roce 1953 jako oddíl v již neexistujícím areálu SK Plzeň. Na jeho vzniku se podíleli převážně vysokoškolští studenti. I. ligu premiérově hrál roku 1966 a extraligu v roce 1974. Po sametové revoluci se do roku 2006 opakovaně účastnil nejvyšší tenisové soutěže, české extraligy.

## Historie
Slavia Plzeň byla založena v roce 1953 ve formě tenisové sekce Dobrovolné sportovní organizace Slavia na kurtech areálu SK Plzeň. Iniciátory se stali vysokoškolští posluchači a pracovníci. V prvním období oddíl čítal třicet členů a dva týmy hrající krajské soutěže. Funkci předsedy plnil do roku 1957 Antonín Šimandl studující Vysokou školu strojní a elektrotechnickou za podpory pedagoga fakulty Marcela Bendy a posluchače lékařství Jana Záhlavy. Od roku 1958, kdy se stal předsedou lékař J. Kubík, oddíl organizoval výstavbu vlastního areálu v Borském parku a rozvinul práci s mládeží. Od 60. let existoval čtyřstupňový systém práce s tenisovými nadějemi v rámci oddílové školy. V letech 1970–1979 byl klub působištěm městské tenisové základny v roce 1980 transformované do oddílové základny.
Premiérový postup do II. ligy oddíl dosáhl roku 1964. O dvě sezóny později se pod trenérským vedením J. Zedníčka a J. Riese probojoval již do I. ligy, s oporami M. Laudinem, M. Alblem, J. Kalhousem, F. Krčmářem, E. Jahlovou, E. Zedníčkovou či H. Hrubou-Panniovou. Po sestupu v roce 1970 se vrátil do první ligy po dvou letech. Roku 1974 hrál extraligu, ale o tři sezóny později se propadl do II. ligy, s opětovným postupem. V ligové soutěži oddíl skončil nejvýše na 3. místě v letech 1968–1969.
V 70. letech a 80. letech byli členy klubu individuální mistři republiky a medialisté z národních šampionátů Tomáš Šmíd, Stanislav Birner, Jaromír Čihák, Jiří Medonos, E. Jahl, I. Nováková, E. Záhlavová, N. Piskáčková či Y. Bendová (počty medalistů: 1975 – 10 medailí, 1976 – 16, 1977 – 19, 1978 – 23, 1979 – 26, 1980 – 9, 1981 – 26).
Žákovské družstvo vybojovalo v ročnících 1977–1981 tituly mistra ČSR a Československa. Dorostenecký tým se stal přeborníkem ČSR a ČSSR roku 1978, druhé místo pak obsadil v roce 1977.
Od 90. let klub reprezentovali David Kotyza, Robin Vik, Martin Štěpánek, Eva Birnerová, Andrea Hlaváčková, Jana Hlaváčková či Libuše Průšová. Petr Korda jako člen oddílu vyhrál Australian Open a stal se celkovým vítězem ankety Zlatý kanár. Odchovankyní se stala Barbora Strýcová, která v patnácti letech přestoupila do Sparty Praha.
V rámci České republiky Slavia Plzeň hrála s přestávkami do roku 2006 extraligu.
Areál v Borském parku zahrnuje sedmnáct otevřených antukových a šest krytých dvorců. V klubu existuje Akademie pro přípravu členů.

## Turnaje
Slavia Plzeň organizuje turnaje ve všech věkových kategoriích. V 80. letech dvacátého století se každoročně jednalo o 10–12 událostí. První mistrovství ČSSR klub pořádal v letech 1965 a 1967, od roku 1973 organizoval i šampionáty ČSR. Na dvorcích se také hrály kvalifikační skupiny Galeova poháru. Areál v roce 2015 hostil mistrovství Evropy jednotlivců do 14 let a opakovaně se v něm konala událost ženského okruhu ITF.
Dorostenecký turnaj Ex Pilsen se stal součástí juniorského okruhu Mezinárodní tenisové federace. První ročník 1971 vyhráli Maďar János Benyik a Češka Renáta Tomanová. Zúčastnili se jej také budoucí světové jedničky Lleyton Hewitt a Maria Šarapovová, která jím debutovala na juniorské túře ITF. Ruska v roce 2001 triumfovala jako jediný vítěz, jenž postoupil z kvalifikace. V roce 2020 byl jubilejní 50. ročník zrušen pro koronavirovou pandemii.

## Vývoj názvu
- 1953–1957: DSO Slavia
- 1957–1990: Tenisový oddíl Slavia VŠ
- 1990–1993: Tenisový klub Slavia VŠ (nabytí vlastní právní subjektivity)
- 1993–2007: Tenisový klub Slavia Pilsner Urquell
- od 2007: Tenisový klub Slavia Plzeň[3]

## Sídlo
TK Slavia Plzeň z.s.

U Borského parku 2916/19

301 00 Plzeň